# Калігула
Гай Ю́лій Це́зар А́вгуст Герма́нік (Калі́гула) (лат. Gaius Iulius Caesar August Germanicus (Caligula)) (31 серпня 12, Анцій — 24 січня 41 року, Рим) — римський імператор із династії Юліїв-Клавдіїв (лат. Gaius Caesar Augustus Germanicus, неофіційно Imperator Gaius Caesar, з 18 березня 37). Почесний титул Pater patriae (з початку 38 р.). Великий понтифік (лат. Pontifex Maximus), консул 40 й 41 р., квестор 33 р., чотири рази трибун (після початку правління — щорічно).

## Ранні роки
Гай був третім із шести дітей Германіка та Агрипіни Старшої. Коли він був дитиною, батько брав його з собою у свої славетні германські кампанії, де Гай носив дитячі чобітки на зразок армійських каліг. Через це згодом за ним закріпилося прізвисько «Калігула», що означає «чобіток» (лат. caligula — зменшене від caliga), яке йому не подобалося. Через погіршення стосунків його матері та двоюрідного діда Тиберія після загадкової смерті Германіка Гай був посланий жити спочатку до своєї прапрабабці Лівії, а після її смерті — до бабці Антонії. Після того, як префект преторія Сеян зійшов з політичної арени, Гай за вказівкою Тиберія став жити на його віллі на Капрі аж до початку свого правління.
У 33 р. Калігула одружився з Юнією Клавділлою, весілля пройшло в Анції. Але при пологах померли і дитина, і сама Юнія. Казали, що новий префект преторія Макрон натомість запропонував Гаю свою дружину, Еннію Фрасіллу. Філон погоджується з цією версією, Светоній каже, що Гай звабив її.
На Капрі Гай познайомився з Юлієм Агриппою.

## Правління
Перед своєю смертю Тиберій оголосив Калігулу й сина Друза Молодшого, Тиберія Гемелла, рівноправними спадкоємцями, але зазначив, що заступити його повинен Калігула, хоча, за Філоном, знав, що він ненадійний. Попри те, що Калігула не розумівся на адміністративному управлінні, незабаром пішли чутки, що він чи задушив, чи втопив, чи отруїв Тиберія, хоча той помер природною смертю. За іншими джерелами, Тиберія задушив Макрон. До Рима Калігула прибув 28 березня і отримав від сенату скасований Тиберієм титул августа. Використавши підтримку Макрона, він домігся отримання титулу принцепса.
На початку свого правління Гай демонстрував праведність. Цілком несподівано він відплив на Пандатарію і Понцію, до місць вигнання своєї матері Агрипіни та брата Нерона. Він перевіз їхній прах до Риму і поховав їх з усіма почестями в мавзолеї Августа.
Певно, щоб розвіяти плітки, Гай віддав шану померлому Тиберію, виплатив преторіанцям 2 тис. сестерціїв і, відшкодувавши збитки, завдані імперською податковою системою, знизив власне податки та виплатив борги минулих імператорів. Було скасовано закон про ображення величности (lex de maiestate) та проведена політична амністія. Однак через 8 місяців Калігула несподівано на щось захворів (можливо, на енцефаліт, за Светонієм — на епілепсію, яка спричинила органічне ураження мозку; за іншою версією, то далися взнаки психічні переживання дитинства). Після одужання поведінка Гая кардинально змінилася, хоча є думка, що деякі першоджерела (головним чином, Светоній і Тацит, що полюбляли плітки та придворні інтриги) перебільшували ситуацію.
Швидко прийшло протвереження, коли за короткий термін були розтрачені усі накопичені Тиберієм резерви державної казни. Династичний елемент почав демонструватися відкрито — на монетах з'явилися сестри принцепса Друзілла, Лівілла й Агрипіна з рогом достатку, чашею та кермовим веслом, тобто з атрибутами богинь родючості, згоди та фортуни. Бабця Калігули Антонія отримала не тільки титул Augusta, але їй, як трьом його сестрам, було передано почесні права весталок, їхні імена внесли в обітниці та імператорську клятву.
У 38 році Калігула примусив скоїти самогубство спочатку Макрона, потім батька своєї першої дружини Марка Юнія Силана, а пізніше стратив Гемелла через нібито підозріле ставлення до цезаря (на одному з бенкетів Калігула стверджував, що від Гемелла пахло ліками-протиотрутою). Через два роки був страчений кузен Калігули Птолемей, римський правитель Мавретанії, через те, що він став носити імператорську прерогативу — пурпуровий плащ.
У Римі Калігула почав будувати акведуки Aqua Claudia та Anio Novus. Для поліпшення постачання зерна, через яке за часів Тиберія спалахували повстання, була поліпшена гавань у Регії.

## Кампанії
Можливо, вирішивши продовжити справу батька, Калігула, попри те, що дізнався про заколот Гетуліка, організував германський похід. Напередодні, у 39 році, для підкріплення було створено новий легіон XV Primigenia, до кінноти були додані союзні батави, і вже восени Калігула із своїми сестрами Юлією Агрипіною та Юлією Лівіллою, особистою охороною та двома легіонами перейшов Альпи та досяг Середнього Рейну, де поблизу сучасного міста Вісбаден почалися воєнні дії. Взимку 39/40 років був побудований форт, який отримав назву Преторій Агріппіни (зараз Валькенбург). Трохи пізніше Калігула під час своєї подорожі в Луґдунум відвідав воєнну базу Фекціон (Вехтен); особиста його присутність там доведена знахідками вина з імператорських льохів. Припускають, що в цей час Калігула використовував неофіційні титули Castorum Filius («Син табору») та Pater Exercituum («Батько війська»).
На Нижньому Рейні було побудовано новий форт, Лауріум, який Калігула використовував для похода проти хавків, під час якого воєначальник Публій Габіній Секунд зумів відвоювати штандарт одного з легіонів, розгромлених в Тевтобурзькому лісі. У тому ж році було взято в полон декілька хаттів та затверджена нова нагорода corona exploratoria. Однак, хоча, за словами Філона, юдеї зробили жертвоприношення заради успішного завершення кампанії, першоджерела кажуть, що швидкоплинна кампанія на східному березі Рейна призвела до пату. 40 року в Нижній Германії було розпочато будівництво довгого ланцюга лімеса, продовжене в 47 році Корбулоном.
У лютому-березні 40 року Калігула почав готуватися до походу в Британію. За різними оцінками, було зібрано від 200 до 250 тис. солдат. Однак війська, досягнувши узбережжя Ла-Маншу, зупинились, облогові та метальні машини були встановлені вздовж берега — розпорядившись віддати бойовий сигнал, Калігула чомусь наказав легіонерам збирати у шоломи мушлі та в туніки — черепашки як «дарунок океану». Однак ця версія спростовується, бо слово concha, яке Калігула вжив у наказі збирати мушлі, означало також невеликі легкі судна, з чого припускається що:
- війська повинні були приготуватися до переправи (з чого випливає, що облогові та метальні машини, які були розміщені вздовж берега, були насправді корабельними);
- потрібно було битися з суднами бриттів. Непрямо цю версію підкріплюють ствердженням Светонія (Cal., 47).

Однак кампанія не продовжилася і була проведена вже Клавдієм. Утім при дворі Калігули знайшов притулок Адміній, син вождя катувелланів Кунобеліна, вигнаний з Британії за свої проримські погляди. Калігула тим часом у властивій йому манері за невдалий заколот стратив Гетуліка та свого шурина Марка Емілія Лепіда, а двох своїх сестер, які вижили, відправив у вигнання. Однак з Друзіллою він зберігав найтепліші відносини, вимагав для неї божих почестей і нібито навіть здійснив із нею інцест. Її смерть 10 червня 38 року була для Гая великою трагедією. Він склав некролог, який читав Лепід, і поїхав на свою віллу в Альбі, а потім — в Кампанію та Сицилію, відпустивши волосся і бороду на знак жалоби (iustitium). По закінченні жалоби почалися приготування до святкування річниці першого консульства Калігули.
На Сході, будучи пов'язаним дружніми узами с царями елліністичних держав, Калігула повернувся до форми непрямого управління. На Балканах, в Малій Азії, Сирії та Палестині для його друзів були створені ефемерні маріонеткові держави. Три сина Котіса отримали Фракію, Малу Вірменію та Понт, Антіох Комагенський отримав трон на своїй батьківщині, Ірод Агріппа, онук Ірода Великого, отримав титул царя і дві старі юдейські тетрархії.

## Заколоти та вбивство

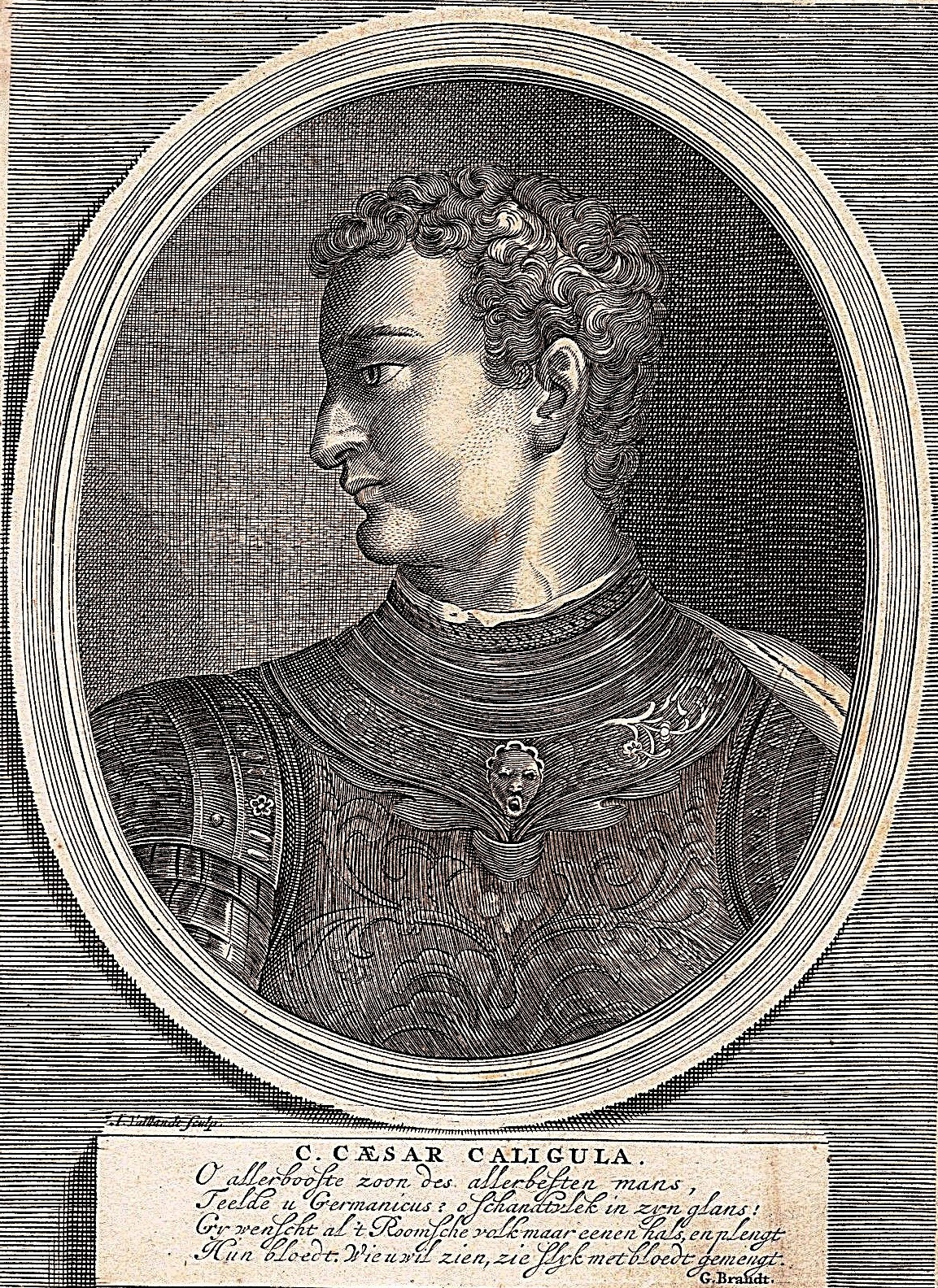
Портрет Калігули. Ритина XVII ст.

Окрім невдалого заколоту Гетуліка та Лепіда, проти Калігули були скоєні заколоти Макрона та Гемелла, Секста Папінія та Аніція Церіала, Бетілієна Басса та Бетілієна Капітона, але вони також були викриті. В опозиції до Калігули були також філософи Юлій Кан і Юлій Грецин. Калігулі стало цілковито ясно, що опозиція сенату принципова, і він не робив більше спроб із ним примиритися. Після викриття заколоту, кажуть, він перед сенатом вдарив по своєму мечу і вигукнув: «Я прийду, прийду, і він зі мною разом». Через все це вільновідпущеник Калігули Протоген став носити поряд з ним дві книжки, що називалися «Меч» та «Кинджал», куди заносилися ті, що підлягали страті.
Попри це, нову спробу зробили Кассій Херея, Анній Вініціан та сенатори Публій Ноній Аспренат і Луцій Норбан Бальб. Дату вбивства було призначено на Палатинські ігри, 17 січня 41 року. Однак остерігалися одного з охоронців Калігули, сильного та брутального германця, і того, що під час ігор Калігула міг поїхати до Олександрії. Однак Гай з'явився на церемоніях і вранці ввійшов до забитого народом театру, де показували п'єси Катулла. Оскільки Калігула мав звичку в середині дня вирушати до лазні та на другий сніданок, заколотники планували напасти на нього в одному з вузьких переходів. Однак Гай у цей день вирішив залишитися. Вініціан спробував попередити Херею, що нагоду втрачено, але Гай притримав край його тоги і дружнім тоном спитав, куди він іде, і Вініціан сів. Аспренат, не витримавши, став радити йому залишити театр. Коли нарешті Гай зі своїм оточенням став виходити, дядько Калігули, Клавдій, Марк Вініцій та Валерій Азіатик приготувалися. Калігула йшов зі своїм другом Павлом Аррунцієм і раптово вирішив зрізати шлях до лазень. По дорозі Гай зупинився, щоб побалакати з молоддю, і за цей час заколотники встигли переміститися. Херея спитав у нього традиційний вульгарний пароль, яким Гай жартував над ним, і почув звичну уїдливу відповідь, що було умовним сигналом (за іншою версією Гай промовив «Юпітер», на що Херея відповів «accipe ratum» — «отримуй своє»). Гай дістав несильний удар між шиєю та плечами і спробував втекти, але один із заколотників, Сабін, завдав йому другого. Заколотники оточили Гая, і Херея викрикнув Сабіну формулу, що традиційно використовувалася при жертвоприношенні — «hoc age», після чого Сабін завдав чергового удару в груди. Після того, як один з кинджалів влучив у щелепу, заколотники завдали ще низку ударів уже мертвому тілу.
Пізніше Агріппа переніс тіло Гая в Ламієві сади — імператорську власність на Есквіліні, за околицями Риму, де труп було кремовано, а прах помістили у тимчасову могилу. Казали, що привид Калігули вештався якийсь час Ламієвими садами, поки тіло не було належним чином поховане.

## Пам'ять

### У скульптурі
Стародавнє бронзове погруддя римського імператора Калігули заввишки 12 см спочатку було знайдено під час розкопок Геркуланума — римського міста, яке було зруйноване виверженням Везувію 79 року н.е. Експерти припускають, що погруддя Калігули було відлито незадовго до або вже після смерті римського імператора, тобто близько 2 тис. років тому. Це був перший зі скульптурних предметів, розкопаних у Геркуланумі в XVII ст., який надалі було загублено майже на 200 років. 

### У мистецтві
- «Калігула» — історичний роман Саймона Терні
- «Калігула» — п'єса Альбера Камю.
- «Калігула, або Після нас хоч потоп» — роман Йозефа Томана.
- «Мессаліна» — роман Рафаелло Джованьйолі
- «Калігула» — фільм Тінто Брасса
- «Я, Клавдій» — мінісеріал. Серія «Божествений бог! (Zeus, by Jove!)»
- «Калигула» — пісня російського рок-гурту «Крематорій»
- «Калигула» — кавер-гурт
- «Caligula» — пісня гурту Sodom
- «Caligvla» — альбом гурту Ex Deo
- «Кінь у Сенаті» — водевіль в одній дії Леоніда Андреєва.
- Безумні римські імператори[sh] — двосерійний документальний фільм сербського режисера Домагоя Бурича, 2006 рік. Калігулі присвячена перша серія)[9].
- «Калігула: хвора пристрасть імператора» — український документальний фільм з циклу «У пошуках істини».
- «Калігула. Невідома історія безумства» (Caligula: 1400 Days of Terror) — фільм. Автор сценарію і режисер Брюс Кеннеді, 2012 рік, транслювався на телеканалі Fox History).
- У казці М. М. Носова «Незнайко в Сонячному місті» кличку «Калігула» носить один з трьох ослів, перетворених Незнайком на коротульок. Зазначено, що насправді він був не чистокровним ослом, а мулом.
- У відеогрі Zombie Army Trilogy, в замку Адольфа Гітлера Фольтершлосс висять портрети історичних постатей, які прославились своєю жорстокістю. Серед них є і портрет Калігули.

## Першоджерела
- Гай Светоній Транквілл. Життєписи дванадцяти цезарів. — Львів : Піраміда, 2019. — Т. пер. з латин. П. Содомора. — 321 с. — ISBN 978-966-441-559-7.
- Діон Кассій. Історія кесарів. Книги LVII-LXIII «Історії римлян» [Архівовано 5 червня 2016 у Wayback Machine.] / Предмова, переклад з англійської, коментарі В. М. Талаха; під ред. В. М. Талаха і С. А. Купрієнко. — Київ, 2013. — 239 с. — ISBN 978-617-7085-02-6.

## Художня література
- Альбер Камю. «Калігула»